# Ungespundetes Bier
Le terme Ungespundetes Bier, en français bière sans bonde, désigne une variété de zwickelbier conservé dans un tonneau. Ce trou au sommet du baril sert pour égaliser la pression sur les barils en bois pendant le processus de fermentation. La fermentation crée du gaz carbonique dans la barrique et donc une surpression qui ferait éclater la barrique.
L'ungespundetes Bier, qui est principalement courante en Franconie, fermente sans bouchon en bois pour fermer ce trou et a donc une teneur en dioxyde de carbone inférieure à celle des autres types de bière.